# Hutsules
Los hutsules (en ucraniano: гуцули, en rumano: Huțuli, en dialecto hutsul: Hutsule, en polaco: Hucuł) es un grupo étnico ucraniano que desde hace siglos habitan las montañas de los Cárpatos en la región de Hutsúlshchina, en el sudoeste de Ucrania, pero también en el extremo norte de Rumanía, (en áreas de Bucovina y Maramures), así como en Eslovaquia y Polonia.

## Etimología
Hay diferentes versiones sobre el origen el nombre hutsúl. Una teoría sostiene que el término proviene de la palabra rumana para «forajido» (rumano: hoț «ladrón», hoțul «el ladrón»). Otra teoría coloca el origen en la palabra eslava kochul (trotamundos, migrante), en referencia al estilo de vida seminómada. Otras teorías lo atribuyen al nombre de la tribu túrquica uzy, o al nombre del rey serbio/moravo Hetsy.

## Historia y orígenes
Los hutsules habitan el área situada entre el sudeste de Bóikivshchina, extendiéndose por la parte norte de los Cárpatos rumanos.
Hay varias hipótesis sobre el origen de los hutsules. De acuerdo a una de ellas, los hutsules son descendientes de la tribu eslava ulich, que se habían asentado previamente en el río Bug bajo la presión de los pechenegos.
Los hutsules se identifican a sí mismos como parte de la etnia ucraniana, teniendo al mismo tiempo su identidad local como una sub-etnia.

### República Hutsul
Como resultado de la derrota en la Primera Guerra Mundial, en noviembre de 1918 se produce un levantamiento contra Hungría, proclamándose la República Hutsul el 9 de enero de 1919, con Stepan Klochurak como presidente. El territorio es invadido por Rumanía en junio de 1919, poniendo fin a la independencia.

## Idioma
La variante hutsul es relativamente única. Constituye un dialecto o variante del ucraniano con algunas influencias del polaco. Muchas palabras del dialecto tienen a su vez orígenes rumanos (ej: kyptar - "chaleco", del rumano cheptar, del latín pectus; zgardy - "collar", del rumano zgardă, albanés shkardhë; bryndza - "queso", del rumano brânză).
Debido al sistema educativo actual, el dialecto hutsul está en peligro de extinción. La educación obligatoria es impartida únicamente en ucraniano literario estándar. En tiempos recientes se han sentado las bases para un movimiento para el mantenimiento del tradicional lenguaje hutsul.

## Modo de vida y cultura
La cultura tradicional hutsul es habitualmente representada en coloridos e intrincados bordados en sus ropas, en la escultura, en la arquitectura, trabajos de madera, trabajos en metal (especialmente en latón), alfombras tejidas, cerámicas y decoración de huevos (Pisanka).
Su cultura en general (particularmente sus canciones y danzas, así como su vestimenta) está influida por la de los diferentes países en los que los hustules habitan. Los hutsules destacan por compartir muchas características con la cultura tradicional rumana, infludos más aún por este pueblo que otras regiones del oeste y sudoeste de Ucrania, así como con otros pueblos montañeses que comparten orígenes similares como los górales en Polonia y Eslovaquia, así como los valacos moravos en la República Checa.
La mayoría de los hutsules adscriben a la Iglesia greco-católica ucraniana y a la Iglesia ortodoxa ucraniana.
La sociedad hutsul tradicionalmente se ha basado en la explotación maderera y la industria forestal, así como la cría de ganado. A los Hustules se les atribuye haber creado la raza de caballos conocida como Pony Hutsul. Usan instrumentos musicales únicos, incluyendo la “trembita” (trâmbiţa), un tipo de cuerno alpino originario de Dacia, así como gran variedad de instrumentos de viento, tales como “sopilka”, "dentsivka", "dvodentsivka", "telenka", "floiara" que son utilizadas para la creación de melodías y ritmos populares únicos. También son usados la gaita (duda), instrumentos idiófonos (drymba) y el címbalo.
Los hutsules sirvieron de inspiración para muchos escritores como Iván Frankó, Lesya Ukrainka, Myjailo Kotsiubynskyi, Vasyl Stefanik, Marko Cheremshyna y Mihail Sadoveanu. La película “Sombras de antepasados olvidados” (Тіні забутих предків) de Serguéi Paradzhánov, basada en un libro de Myjailo Kotsiubynskyi, retrata escenas de la vida tradicional hutsul.
Cada verano, el pueblo de Sheshory en Ucrania, alberga un festival internacional de música y arte popular de tres días. Dos museos relacionados con los hutsules se localizan en Kolomeia, Ucrania: El museo Pýsanky y el Museo de Arte Popular de Hutsúlschina y Pokutia. Los sonidos tradicionales hutsules y los movimientos de sus danzas fueron usados por la ganadora ucraniana del Festival de la Canción de Eurovisión 2004, Ruslana Lyzhychko.